# 稅務上訴委員會
稅務上訴委員會（英語：Board of Review (Inland Revenue Ordinance)，簡稱BOR），是香港的獨立法定團體，於1947年根據《稅務條例》(第112章)第65條成立，負責就稅務上訴作出裁決。有關法例規定，委員會由一名主席、十名副主席及不超過150名的其他成員組成，主席及副主席須為曾受法律訓練及具有法律經驗人士，而所有成員均須由行政長官委任。現時該委員會主席為王桂壎。

## 外部連結
- 稅務上訴委員會 （页面存档备份，存于）